# Minică Boajă
Minică Boajă (n. 16 decembrie 1954) este un fost deputat român în legislatura 2000-2004, ales în municipiul București pe listele partidului PSD. Minică Boajă este doctor în științe economice și profesor universitar la Universitatea Dimitrie Cantemir.  

## Legături externe
- Minică Boajă Arhivat în 2 martie 2024, la Wayback Machine. la cdep.ro